# Æðuvík
Æðuvík (edderfuglebugten) er en færøsk bygd på østsiden af Eysturoys sydligste punkt. Lidt nord for bygden ligger der en lille landingsplads, hvor der kan være megen brænding.

## Historie
Før bygden blev grundlagt som Niðursetubygd i 1897 befandt der sig i nord for bygden det lokale Várting Tinghella.
1897 flyttede ægteparret Jóannes Davidsen (1870-1964) og Sanne Davidsen (1870-1925) som de første beboere til Æðuvík.
1958 blev bygdens skole nedlagt og eleverne blev flyttet til skolen i Glyvrar.
1997 blev der i anledning af bygdens 100 års jubilæum indviet et mindesmærke over de første beboere.  Fotografier af de første fire par, der bosatte sig her, er overført på stenplader af stenhugger Árni Ziska fra Strendur, og en stenkonstruktion omgiver mindestenen. 
2001 udnævntes Æðuvík som Færøernes bedste vedligeholdte bygd.

## Turisme
Bygden sin egen campingplads. Pladsen er børnevenlig, og der er gode fiske muligheder.
Der er tradition for, at mange færinger i juletiden besøger den specielt julepyntede bygd.  Ved juletid er Æðuvík kendt som julebygden, hvor man pynter op med særlig meget lys og specialfremstillet julepynt.
Følger man vardestien med de velholdte varder Æðuvík – Nes, kommer man forbi stedet Promsgili, som ifølge sagnet er beboet af Huldrafolket. (De underjordiske er åndsvæsener som ifølge nordisk folketro lever under jorden eller i naturen som usynlige skabninger ved siden af menneskene, ofte nær gårde og marker).